# Laptewsee

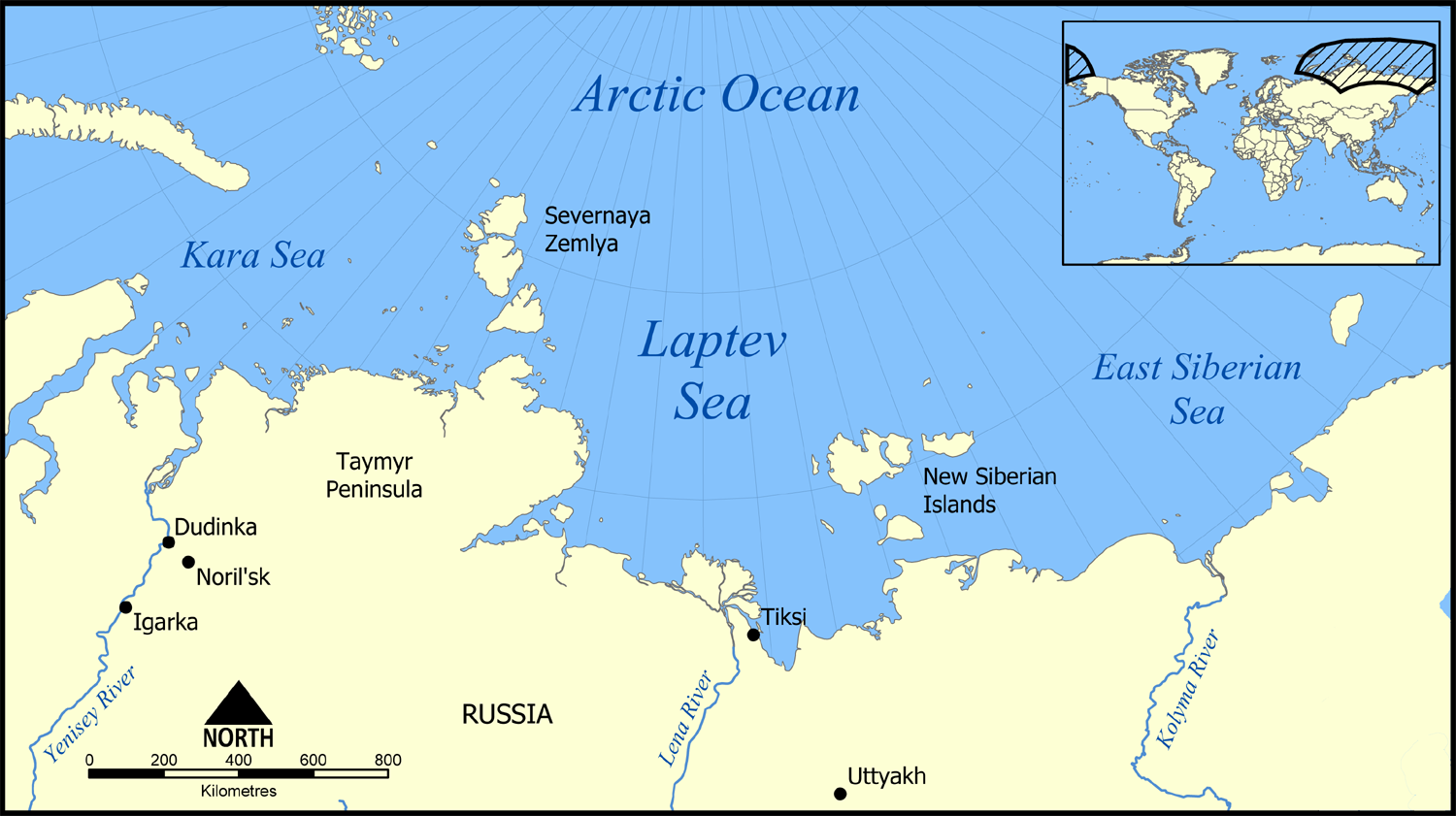
Lage der Laptewsee

Die Laptewsee (russisch Море Лаптевых Morje Laptewych, jakutisch Лаптевтар байҕаллара Laptewtar bajǧallara) ist ein nördlich von Russland bzw. Asien liegendes Randmeer des Nordpolarmeers. Benannt ist sie nach dem russischen Forscher Chariton Prokofjewitsch Laptew und dessen Cousin Dmitri Jakowlewitsch Laptew.

## Geographie
Die Laptewsee erstreckt sich von etwa 72° Breite nordwärts bis zur permanenten Eisgrenze des Nordpolarmeers bei etwa 80°, bzw. von 110° bis 140° Länge und nimmt dabei eine Fläche von ca. 714.000 km² ein bei einer durchschnittlichen Tiefe von 578 Metern. Die größte bisher ermittelte Tiefe liegt bei 2980 Metern unter dem Meeresspiegel.
Benachbarte Randmeere der Laptewsee sind im Westen die Karasee, zu der die südlich von Sewernaja Semlja gelegene Wilkizkistraße überleitet, und im Osten die Ostsibirische See, die sich östlich der Neusibirischen Inseln befindet.
Es gibt nur wenige Siedlungen an der Laptewsee, darunter den Hafenort Tiksi.
Unter der Laptewsee liegen Permafrostgebiete aus der Zeit früherer Exposition an kalter Luft.

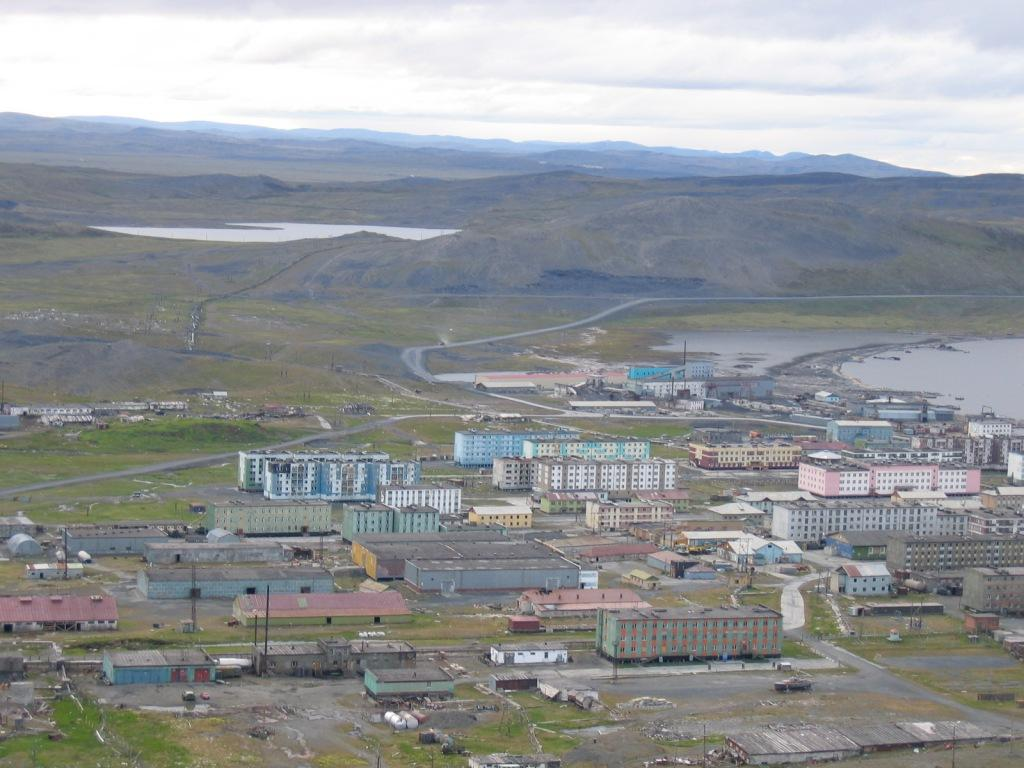
Hafenort Tiksi

### Inseln
Topographisch gesehen wird sie von der Taimyrhalbinsel im Westen, der Inselgruppe Sewernaja Semlja im Nordwesten sowie den Neusibirischen Inseln im Osten begrenzt. Inseln, die vollständig innerhalb der Laptewsee liegen, sind (alle unbewohnt):
- Belkowski-Insel (Teil der Neusibirischen Inseln)
- Bolschoi Begitschew (Westen)
- Jaja (Teil der Ljachow-Inseln, Neusibirische Inseln)
- Jarok (Südosten)
- Kleine Taimyr-Insel (Teil von Sewernaja Semlja)
- Muostach (Süden)
- Pestschany (Sacha) (Westen)
- Stolbowoi (Teil der Ljachow-Inseln, Neusibirische Inseln)
- Starokadomski-Insel (Teil von Sewernaja Semlja)

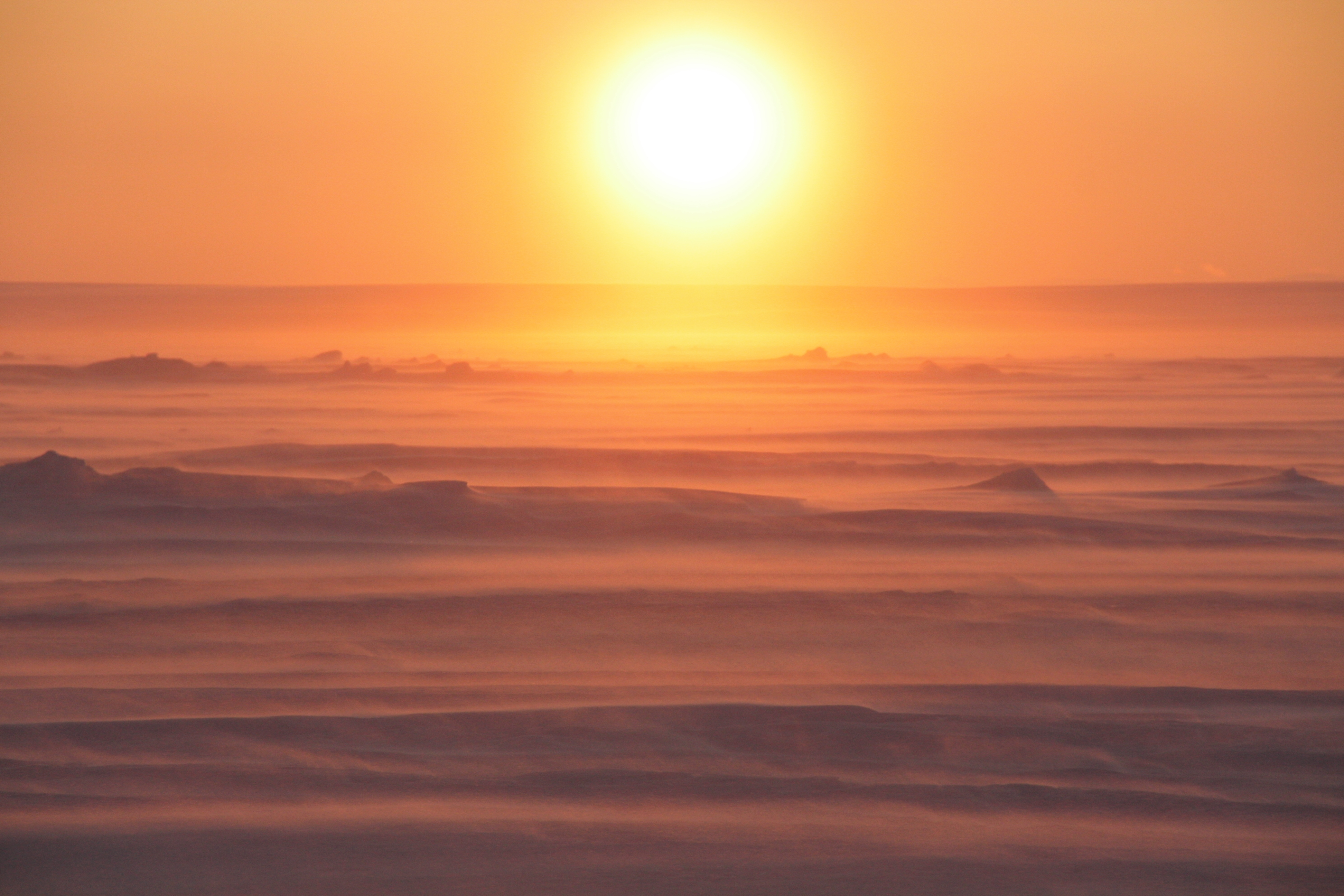
Sonnenuntergang über der Laptewsee

### Flüsse

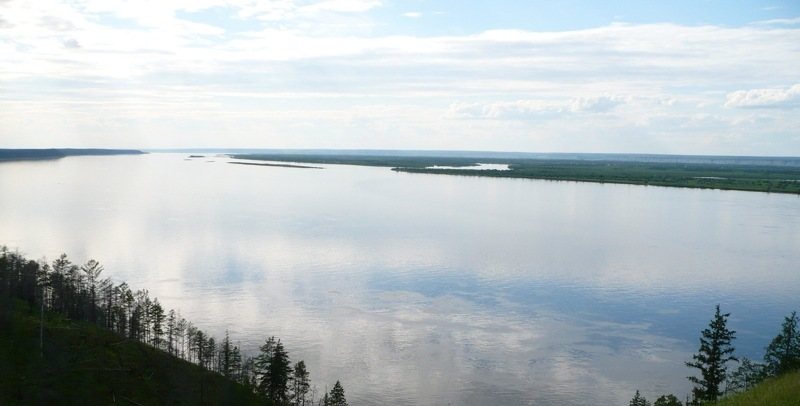
Lena bei Jakutsk

In dieses häufig vereiste Meer mündet der größte Strom Ostsibiriens, die Lena, mit ihrem großen Lenadelta. Viel weiter westlich – an der Südostküste der Taimyrhalbinsel – liegt der Chatangagolf als Trichtermündung der Chatanga. Schon diese zwei konträren Mündungsformen verraten manches über die wechselnden Strömungsverhältnisse, welche die sibirischen Ströme in der Laptewsee verursachen, und sie sind mitverantwortlich für das dortige Klima. Etwa 80 km westlich der Lena mündet der Olenjok in die Laptewsee, weiter westlich befindet sich mit der Anabarbucht am Anabargolf die Mündung der Anabar, und ganz im Osten liegt jene der Jana, die wie die Lena ein Mündungsdelta bildet.

## Arktisches Eis
Die Laptewsee ist das größte Entstehungsgebiet arktischen Eises. In der Laptewsee bildete sich (Beobachtungszeitraum 1979–1995) durchschnittlich 483.000 km² jährlich – mehr als in der Barentssee, der Karasee, der Ostsibirischen See und der Tschuktschensee zusammen. Im 20. Jahrhundert begann die Eisbildung zwischen September und Oktober. Im Jahr 2020 hatte die Eisbildung auch am spätesten Datum seit Beginn der Aufzeichnungen noch nicht begonnen. Forscher sehen die globale Erwärmung als Ursache (siehe auch Erwärmung der Ozeane). 
Frühjahr und Sommer 2020 waren in den nördlichen Breitengraden insgesamt viel zu warm. Sibirien litt unter einer Hitzewelle mit Temperaturen bis zu 38 Grad Celsius.

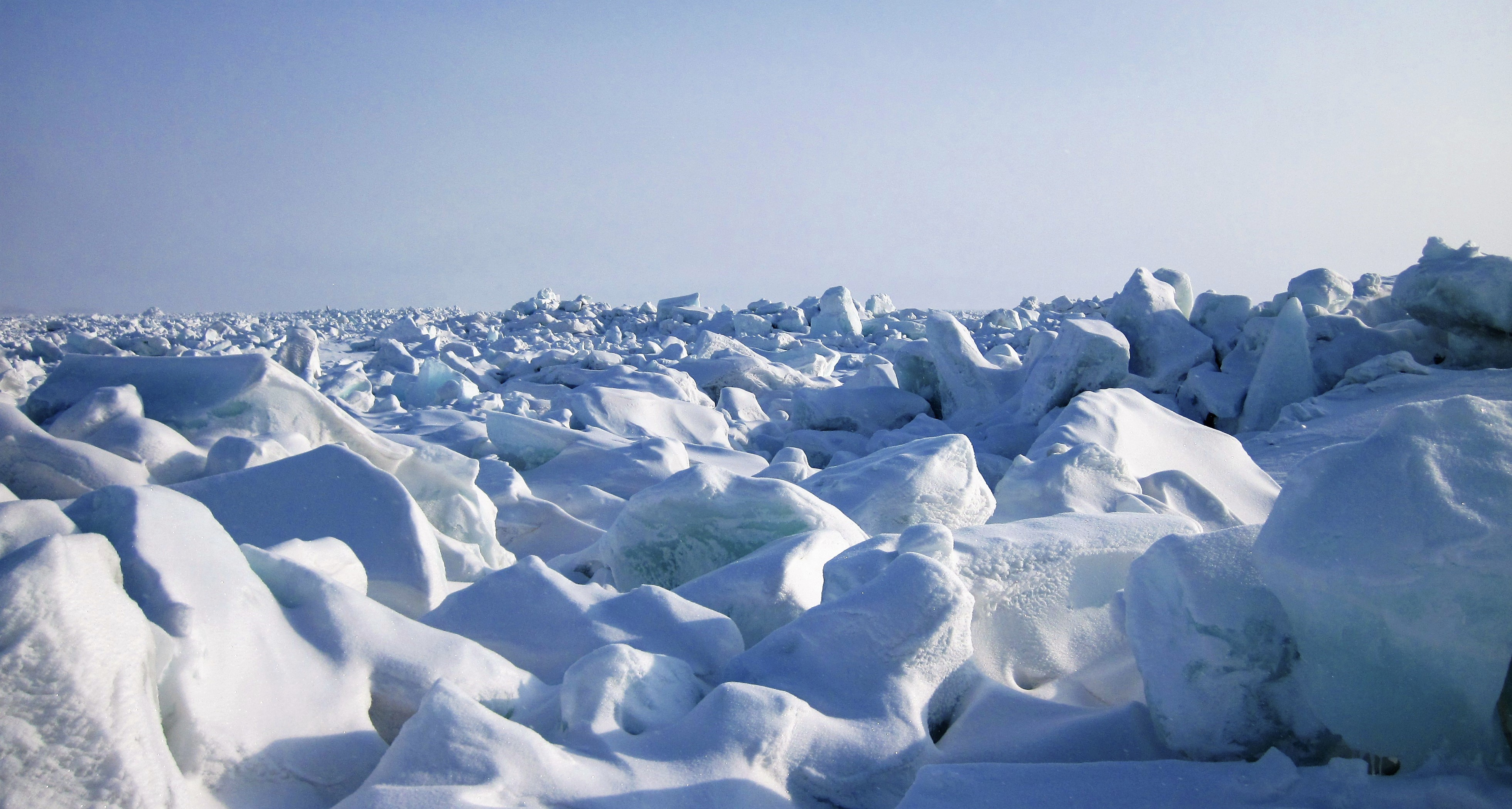
Eiskuppen